# Roncobisium leclerci
Espèce
Roncobisium leclerci est une espèce de pseudoscorpions de la famille des Neobisiidae.

## Distribution
Cette espèce est endémique de France. Elle se rencontre en Ardèche et dans le Gard dans des grottes.

## Description
Le mâle holotype mesure 2,250 mm.

## Étymologie
Cette espèce est nommée en l'honneur de Philippe Leclerc.

## Publication originale
- Heurtault, 1979 : R. leclerci, deuxième espèce connue en France du genre Roncobisium (arachnides, Pseudoscopiones, Neobisiidae). Revue Arachnologique, vol. 2, no 5, p. 225-230 (texte intégral).